# Liste von Parkanlagen in Krefeld

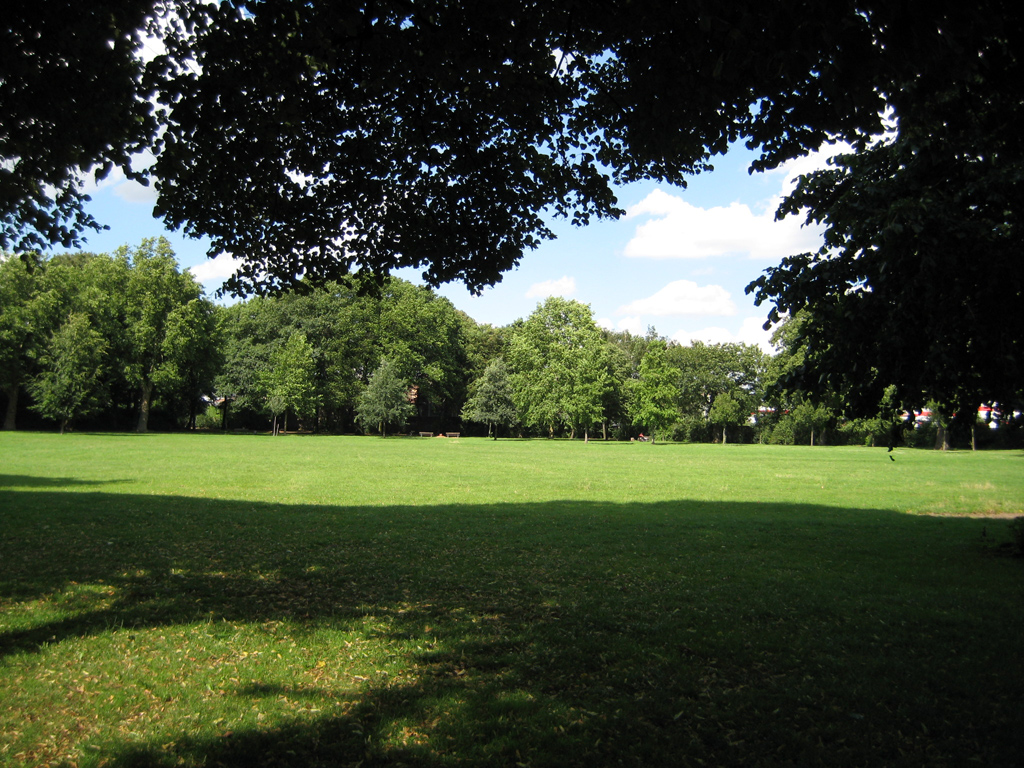
Blick auf die große Wiese im Kaiser-Wilhelm-Park.

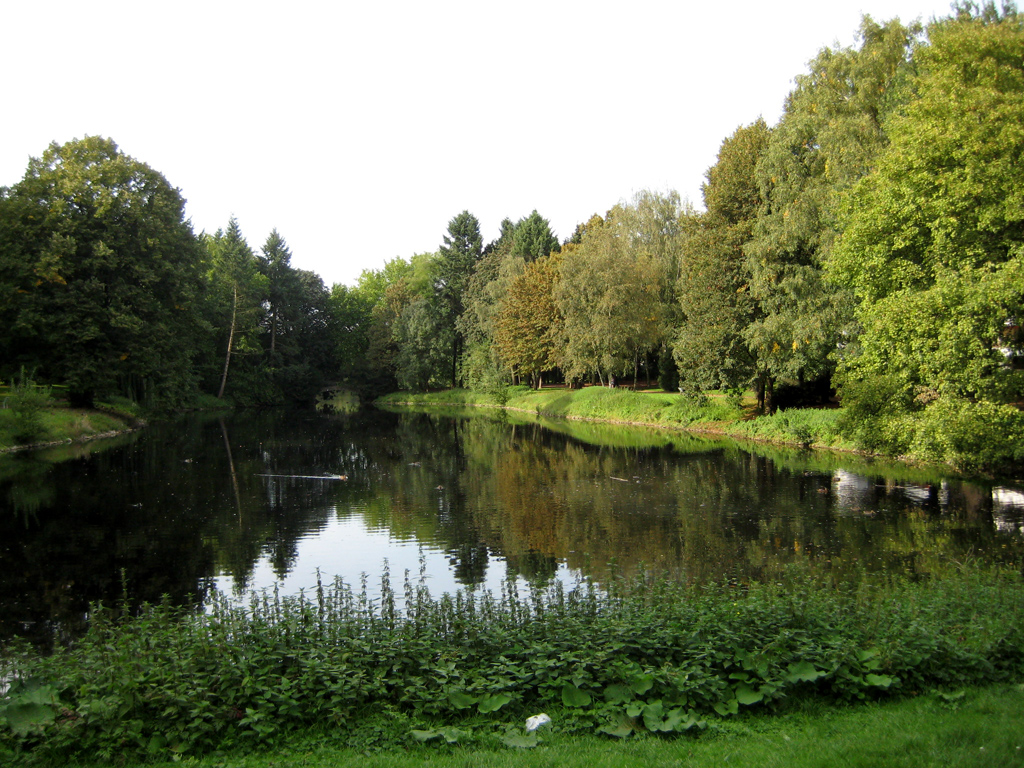
Kaiserpark in Krefeld

Die Liste von Parkanlagen in Krefeld nennt Parkanlagen und Grünflächen in der kreisfreien Stadt Krefeld, Nordrhein-Westfalen. Hierzu zählen die Alleen und öffentlichen Grünflächen, mehrere Parks und das Erholungsgebiet Krefelder Stadtwald nahe dem Stadtzentrum.

## Geschichte
Die meisten historischen Parkanlagen waren Anlagen reicher Textilfabrikanten für Ausflüge und Picknicks, so die des Seidenbarons Friedrich Heinrich von Friedrich von der Leyen, meist ausgestattet mit einem Ausflugs- oder Jagdschlösschen oder einen Pavillon, der an den Stifter erinnern soll. Sie wurden später zumeist der Allgemeinheit gestiftet, wie das Haus Sollbrüggen, heute Musikschule, oder Haus Greiffenhorst, das als Ausstellungsraum genutzt wird. Auch der Krefelder Zoo entstand aus solch einem Ausflugspark, das Haus Grotenburg dient heute als Zoorestaurant und Ausflugslokal.
Der Krefelder Oberbürgermeister Johannes Johansen trieb während seiner Amtszeit zwischen 1911 und 1930 die Bildung eines Krefelder Grüngürtels voran. Einen Beitrag zum öffentlichen Grün leistet der Hauptfriedhof.
Im Rahmen der Landesgartenschau Euroga 2002 plus sanierte Krefeld zahlreiche historische Parkanlagen, die in ihre historische Form zurückversetzt wurde. Die Krefelder Objekte Haus Esters, Haus Lange, Burgpark Linn, Greiffenhorstpark, Landschaftspark und Arboretum Heilmannshof, Schönwasserpark, Sollbrüggenpark, der Krefelder Stadtwald und der Schönhausenpark wurden 2004/2005 in die Straße der Gartenkunst zwischen Rhein und Maas aufgenommen.
Der Stadtpark Uerdingen verfügt über ein Arboretum.

## Übersicht
Zu den Krefelder Grünanlagen zählen:
- Botanischer Garten Krefeld
- Bruckhausen-Park (1)
- Burgpark Hüls (2)
- Burgpark Linn (3)
- Crön Park (4)
- Greiffenhorstpark (5)
- Landschaftspark Heilmannshof
- Holthausens Kull (6)
- Kaiser-Friedrich-Hain (7)
- Kaiser-Wilhelm-Park (8)
- Kaiserpark (9)
- Königspark
- Neuenhofen-Park (10)
- Otto-Park
- Rheinpromenade Uerdingen (11)
- Schönhausenpark (12)
- Schönwasserpark (13)
- Sollbrüggenpark (14)
- Stadtgarten Krefeld (15)
- Stadtpark Fischeln (16)
- Stadtpark Süd
- Stadtpark Uerdingen (17)
- Südpark
- Wallanlagen in Uerdingen
- Hauptfriedhof (18)
- Krefelder Forstwald (19)
- Hülser Berg (20)
- Krefelder Stadtwald (21)
- Haus Traar